# Entomoscelis
Genre
Entomoscelis est un genre d'insectes coléoptères de la famille des Chrysomelidae.

## Systématique
Le genre Entomoscelis a été créé en 1836 par l'entomologiste français Auguste Chevrolat (1799-1884)
Le nom valide complet (avec auteur) de ce taxon est Entomoscelis Chevrolat, 1836.
Entomoscelis a pour synonymes :
- Basilewskyanella Daccordi, 1975
- Chrysomelopsila Strand, 1935
- Chrysomelopsis Achard, 1922
- Entomoscelis Redtenbacher, 1844

## Description
Les individus adultes des différentes espèces de ce genre se reconnaissent à leurs élytres rouges marqués de noir.

## Distribution
Les espèces appartenant au genre Entomoscelis sont répandues dans tout l'hémisphère nord.

## Liste des espèces
Selon GBIF (22 février 2023) :
- Entomoscelis adonidis (Pallas, 1771)
- Entomoscelis americana W.J.Brown, 1942
- Entomoscelis erythrocnema Jacobson
- Entomoscelis pilula Lopatin, 1967
- Entomoscelis rumicis (Fabricius, 1787)
- Entomoscelis sacra (Linnaeus, 1758)
- Entomoscelis suturalis Weise, 1882